# Chyliczki (powiat piaseczyński)
Chyliczki – wieś sołecka w Polsce położona w województwie mazowieckim, w powiecie piaseczyńskim, w gminie Piaseczno.
W latach 1975–1998 miejscowość administracyjnie należała do województwa warszawskiego.
W Chyliczkach mieściła się szkoła gospodarstwa wiejskiego, założona w 1891 przez hrabiankę Cecylię Plater-Zyberkównę pod nazwą „Zakładu Gospodarczego w Chyliczkach”. W dwudziestoleciu międzywojennym szkoła, przekształcona w Szkołę Żeńską Gospodarstwa Wiejskiego, a następnie w Liceum Gospodarstwa Wiejskiego w Chyliczkach, specjalizowała się w drobiarstwie (zdobywając nagrody na wystawach krajowych i międzynarodowych) oraz wydawała książki kucharskie, między innymi „Piekarnia i Cukiernia Chyliczkowska”. Od 1998 szkoła nosi nazwę Zespół Szkół Rolnicze Centrum Kształcenia Ustawicznego im. Cecylii Plater-Zyberkówny w Piasecznie.

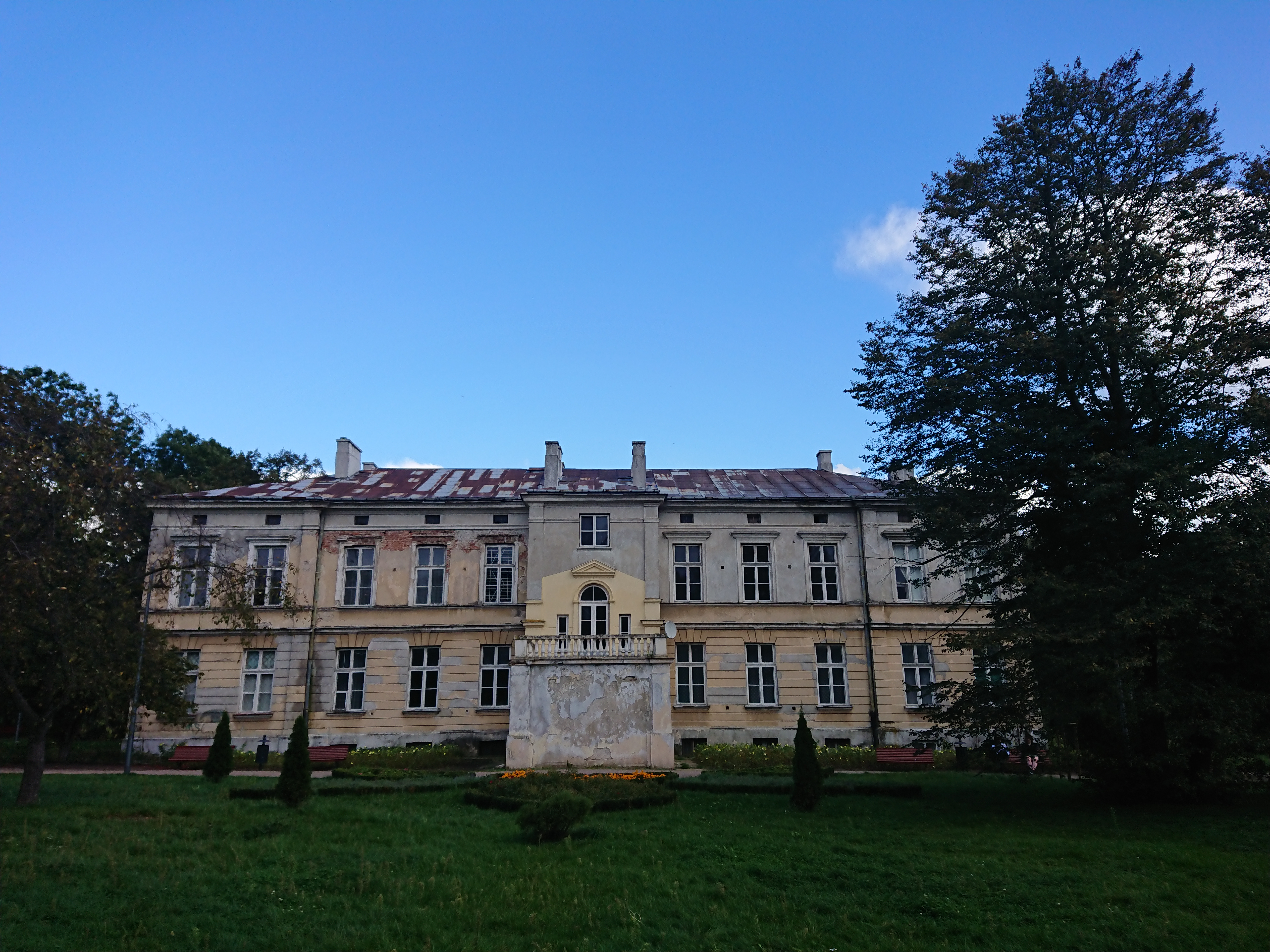
Szkoła w Chyliczkach – elewacja zachodnia